# Rucandio
Rucandio est une commune d'Espagne dans la communauté autonome de Castille-et-León, province de Burgos. Elle s'étend sur 32,63 km2 et comptait environ 81 habitants en 2011.